# Wellesbourne
Wellesbourne – wieś w Anglii, w hrabstwie Warwickshire, w dystrykcie Stratford-on-Avon. Leży 10 km na południe od miasta Warwick i 127 km na północny zachód od Londynu. W 2001 miejscowość liczyła 5691 mieszkańców.